# 윌리엄 브램리
윌리엄 브램리(William Bramley, 1928년 4월 18일 ~ 1985년 10월 27일)는 미국의 배우이다.
뉴욕에서 태어났으며 로스앤젤레스에서 사망하였다.

## 출연 작품
- 와일드 라이프 (1984년)
- 행업 (1974년)
- 여섯 소년들 (1971년)
- 갈등 (1970년)
- 스릴 오브 잇 올 (1963년)
- 웨스트 사이드 스토리 (1961년) - 크럽크 역

### 텔레비전
- 보난자 (1962-72)
- 딜론 보안관 (1962-73)
- 우주가족 로빈슨 (1965-66)
- 도망자 (1966)
- 디즈니랜드 (1967-72)
- FBI (1967-73)
- 제12순찰대 (1968-74)
- 아이언사이드 (1969-75)
- 형사 맥밀란 (1971-72)
- 샌프란시스코 수사반 (1973-75)
- 명탐정 바나비 존즈 (1973-76)